# Neivamyrmex nigrescens
Neivamyrmex nigrescens é uma espécie de formiga do gênero Neivamyrmex.